# رابرت سیسیل
ادگار الجرنون رابرت گاسکوین-سیسیل (انگلیسی: Edgar Algernon Robert Gascoyne-Cecil, 1st Viscount Cecil of Chelwood؛ ۱۴ سپتامبر ۱۸۶۴ – ۲۴ نوامبر ۱۹۵۸) یک سیاست‌مدار اهل بریتانیا بود.
وی همچنین برنده جوایزی همچون جایزه صلح نوبل شده است.